# Mastixia caudatilimba
Mastixia caudatilimba là một loài thực vật có hoa trong họ Cornaceae. Loài này được C.Y.Wu ex Soong miêu tả khoa học đầu tiên năm 1982.